# Саратовская ТЭЦ-1
Саратовская ТЭЦ-1 — тепловая электростанция (теплоэлектроцентраль), расположенная в северо-восточной части Заводского района города Саратова.
Станция функционировала на розничном рынке электрической энергии и обеспечивала паром и горячей водой промышленных потребителей и жилищно-коммунальный сектор Октябрьского и Заводского районов города.
В конце 2023 года станция была выведена из эксплуатации и передана другому владельцу для ликвидации.

## История
ТЭЦ-1 является второй по старшинству электростанцией области после Саратовской ГРЭС. Первый турбоагрегат и три котла Стерлинга были введены в эксплуатацию в 1934 году.
В годы ВОВ в силу дефицита угля станция сжигала горючие сланцы Поволжья и древесные отходы соседнего лесокомбината. В 1943 году станция одна из первых в Советском Союзе была переведена на сжигание природного газа, поступавшего с Соколовогорского месторождения.
С 1 января 2011 года станция выделена из состава ОАО «Волжская ТГК» (ныне — ПАО «Т Плюс») в отдельное ДЗО — ООО «Саратовская ТЭЦ-1».
В 2014 году для подготовки к выводу станции из эксплуатации была построена перемычка на теплосетях ТЭЦ-1 и ТЭЦ-2 стоимостью около 250 млн. руб., и ТЭЦ-1 было обещано закрыть. Сроки строительства, тем не менее, были сорваны, новый трубопровод заполнен только в начале 2015 года, а ТЭЦ-1 обещано отключить после окончания отопительного сезона. В сентябре 2015 года выяснилось, что перемычка построена с ошибками и в эксплуатацию не введена. Для того, чтобы усилить прокачку теплоносителя, в 2016 году у пересечения Томской улицы и железнодорожного переезда начато строительство насосной станции стоимостью 270 млн. руб. и 12 сентября состоялся её пробный пуск. Испытания затянулись. ТЭЦ-1 обещали перевести в горячий резерв в зиму 2017-18.
В 2022 году принято решение заменить ТЭЦ-1 современной блочно-модульной котельной мощностью 100 000 Гкал/ч, на что получено финансирование в объёме 672 млн. руб. из ФНБ. В конце 2023 года станция была выведена из эксплуатации.

## Описание
Установленная электрическая мощность станции на конец 2013 года составляет 18 МВт, тепловая — 208 Гкал/ч. Отпуск тепла в 2013 году составил 299,5 тыс. Гкал.
Основное топливо станции — природный газ, резервное — топочный мазут.

### Перечень основного оборудования
| Агрегат                              | Тип           | Изготовитель                 | Количество | Ввод в эксплуатацию                 | Основные характеристики | Основные характеристики | Источники |
| Агрегат                              | Тип           | Изготовитель                 | Количество | Ввод в эксплуатацию                 | Параметр                | Значение                | Источники |
| ------------------------------------ | ------------- | ---------------------------- | ---------- | ----------------------------------- | ----------------------- | ----------------------- | --------- |
| Оборудование паротурбинных установок |               |                              |            |                                     |                         |                         |           |
| Паровой котёл                        | «Стерлинг»    |                              | 3          | 1933—1934                           | Топливо                 | газ                     | [ 2 ]     |
| Паровой котёл                        | «Стерлинг»    | Производительность           | 3          | 1933—1934                           | 90 т/ч                  |                         | [ 2 ]     |
| Паровой котёл                        | «Стерлинг»    | Параметры пара               | 3          | 1933—1934                           |                         |                         | [ 2 ]     |
| Паровой котёл                        | БКЗ-75-39ГМ   | Барнаульский котельный завод | 2          | 1966—1967                           | Топливо                 | газ                     | [ 2 ]     |
| Паровой котёл                        | БКЗ-75-39ГМ   | Барнаульский котельный завод | 2          | 1966—1967                           | Производительность      | 75 т/ч                  | [ 2 ]     |
| Паровой котёл                        | БКЗ-75-39ГМ   | Барнаульский котельный завод | 2          | 1966—1967                           | Параметры пара          |                         | [ 2 ]     |
| Паровая турбина                      | Р-9-32/10/1,2 |                              | 2          |                                     | Установленная мощность  | 9 МВт                   | [ 2 ]     |
| Паровая турбина                      | Р-4-32/10     |                              |            | выведена из эксплуатации ранее 2013 | Установленная мощность  | 4 МВт                   | [ 12 ]    |
| Водогрейное оборудование             |               |                              |            |                                     |                         |                         |           |
| Водогрейный котёл                    | ПТВМ-100      |                              | 1          | 1965 г.                             | Топливо                 | газ                     | [ 2 ]     |
| Водогрейный котёл                    | ПТВМ-100      | Производительность           | 1          | 1965 г.                             | 100 Гкал/ч              |                         | [ 2 ]     |

Паровая турбина Р-4-32/10 мощностью 4 МВт выведена из эксплуатации. Планируется демонтировать оставшиеся две паровые турбины ПР-9-32/10/1,2, переведя тепловые нагрузки на Саратовскую ТЭЦ-2.